# Diecéze Arcadiopolis v Asii
Diecéze Arcadiopolis v Asii je titulární diecéze římskokatolické církve.

## Historie
Arcadiopolis v Asii je ztotožnitelné s Thirou v dnešním Turecku. Je starobylé biskupské sídlo, které se nacházelo v římské provincii Asie I.. Bylo součástí Konstantinopolského patriarchátu a sufragannou arcidiecéze Efez.
Jsou známo sedm biskupů této diecéze, pět z nich pro svou účast na koncilech. Další dva, Petrus a Ioannes, jsou známi, protože byly nalezeny jejich pečeti.
Dnes je Arcadiopolis využíváno jako titulární biskupské sídlo; od roku 1977 je sídlo bez biskupa.

## Seznam biskupů
- Alexandrus (zmíněn roku 431)
- Gerontius (zmíněn roku 451)
- Christophorus (zmíněn roku 553)
- Niceforus (zmíněn roku 787)
- Simeonus (zmíněn roku 879)
- Petrus (10.–11. století)
- Ioannes (10.–11. století)

## Seznam titulárních biskupů
- 1710 – 1729 Friedrich Karl Reichsgraf von Schönborn
- 1824 – 1845 Mateusz Maurycy Wojakowski
- 1857 – 1865 Henri-Marie Amanton
- 1866 – 1888 James Lynch, C.M.
- 1889 – 1890 William Gordon
- 1909 – 1932 Célestin-Henri Joussard, O.M.I.
- 1971 – 1977 Basil Harry Losten